# Zileftí
Zileftí är en ort i Grekland.   Den ligger i prefekturen Trikala och regionen Thessalien, i den centrala delen av landet, 240 km nordväst om huvudstaden Aten. Zileftí ligger 100 meter över havet och antalet invånare är 596.
Terrängen runt Zileftí är platt åt sydväst, men åt nordost är den kuperad. Runt Zileftí är det ganska tätbefolkat, med 60 invånare per kvadratkilometer. Närmaste större samhälle är Trikala, 5,6 km sydväst om Zileftí. Trakten runt Zileftí består till största delen av jordbruksmark.